# Vaux-sur-Eure
Vaux-sur-Eure es una comuna francesa situada en el departamento de Eure, en la región de Normandía.

## Demografía
| 151 | 184 | 195 | 157 | 179 | 240 | 270 |
| Para los censos de 1962 a 1999 la población legal corresponde a la población sin duplicidades (Fuente: INSEE [Consultar]) |     |     |     |     |     |     |